# مجلس سنای کنیا
سنا، مجلس عالی پارلمان کنیا است. سنا برای اولین بار به عنوان بخشی از قانون اساسی ۱۹۶۳ کنیا تأسیس شد. سنا پس از انحلال در سال ۱۹۶۶، با قانون اساسی ۲۰۱۰ دوباره تأسیس شد.

## سنای قدیمی، ۱۹۶۳–۱۹۶۶
قانون اساسی ۱۹۶۳ کنیا مجلس سنا را تشکیل داد که متشکل از ۴۱ سناتور منتخب به مدت شش سال بود که هر دو سال یک سوم اعضا بازنشسته می‌شدند. تیموتی چوکوه به عنوان اولین رئیس مجلس سنا فعالیت کرد. سنا در سال ۱۹۶۶ منحل شد و عضویت آن با عضویت مجلس نمایندگان ترکیب شد و یک مجلس قانونگذاری به نام مجلس شورای ملی تشکیل شد.

## مجلس سنای مدرن، ۲۰۱۳ تا کنون
انتخابات سنای کنیا در سال ۲۰۱۳ در ۴ مارس ۲۰۱۳ برگزار شد. طبق قانون اساسی جدید، که در جریان همه‌پرسی سال ۲۰۱۰ تصویب شد ، انتخابات عمومی ۲۰۱۳ اولین انتخاباب برای گزینش سناتورهایی بود که ۴۷ بخش کشور را نمایندگی می‌کردند.